# Pauselijke Raad voor de Dialoog met Niet-gelovigen
De Pauselijke Raad voor de Dialoog met Niet-gelovigen was een instelling van de Romeinse Curie. De Raad werd in 1965 opgericht door paus Paulus VI en had tot doel de studie van het atheïsme te bevorderen alsmede de oorzaken en de gevolgen ervan voor zover die betrekking hadden op de Katholieke Kerk. Een ander doel was het aangaan van een dialoog met ongelovigen, onder meer door het gezamenlijk met niet-gelovigen conferenties te organiseren.
De Raad werd in 1993 – met het motu proprio Inde a Pontificatus – door paus Johannes Paulus II ingevoegd in de Pauselijke Raad voor de Cultuur.
Presidenten van de Raad waren:
- Franz König  (1969 - 1980)
- Paul Poupard (1980 - 1993)